# 출루율
출루율은  야구 경기에서 타자가 베이스에 얼마나 많이 살아 나갔는지를 백분율로 나타낸 수치이다. 산출 공식은 아래와 같다.
{\displaystyle OBP={\frac {H+BB+HBP}{AB+BB+HBP+SF}}}
- H = 안타
- BB = 볼넷
- HBP = 몸에 맞는 볼
- AB = 타수
- SF = 희생 플라이

위 공식에도 알 수 있듯이 에러, 야수선택, 희생 플라이로 인한 출루는 모두 출루율이 낮아지게 된다. 영어로는 On Base Percentage 라고 한다. 오클랜드 어슬레틱스의 구단주 빌리 빈이 타율이 상대적으로 고평가 받음으로 인해 타율은 낮지만 볼넷을 자주얻어 출루율이 좋은 타자들을 저렴한 값에 사와 저비용으로 오클랜드를 강팀을 만든것이 계기가 되어 현대 프로야구에선 중요한 타격지표로서 사용되고 있다.